# Karl von Kern
Karl von Kern (německy Carl Ritter von Kern) (8. března 1828 Terst – 18. května 1876 Budapešť) byl rakousko-uherský admirál. U c. k. námořnictva sloužil od roku 1848 a zúčastnil se několika válek, vyznamenal se jako velitel řadové lodi v bitvě u Visu a za zásluhy byl povýšen do šlechtického stavu (1867). Uplatnil se jako vyšší důstojník ve velení námořních základen v Pule, Terstu a Benátkách, velel také několika válečným lodím. Krátce před smrtí byl penzionován v hodnosti kontradmirála (1876). 

## Životopis

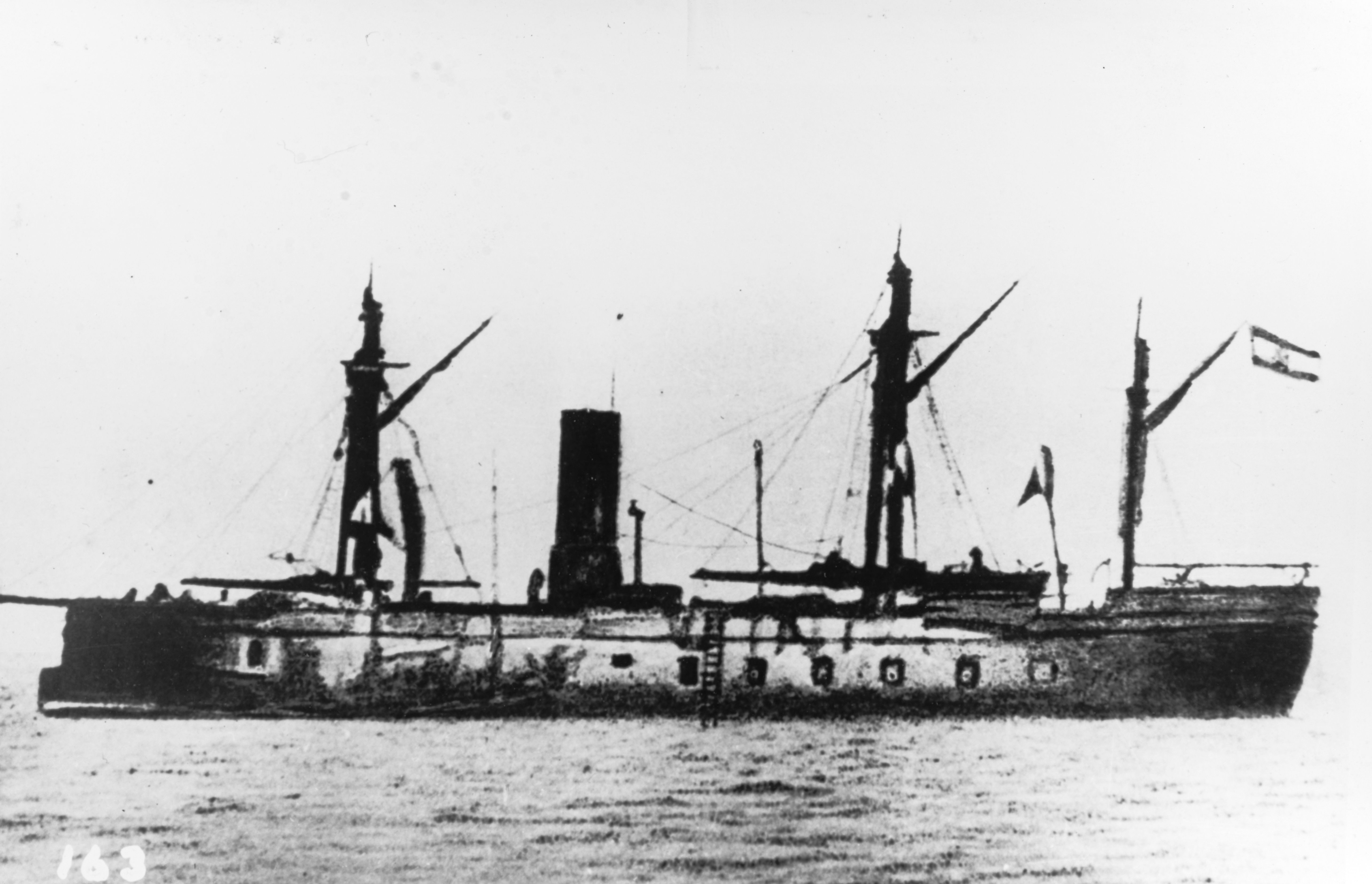
Fregata SMS Salamander, vlajková loď Karla von Kerna v bitvě u Visu (1866)

Narodil se jako druhorozený ze čtyř synů německého obchodníka a diplomata Gotthelfa Kerna (1794–1849), württemberského konzula v Terstu. Vzhedem k otcově diplomatické službě vyrůstal v Itálii a v roce 1844 začal studovat na námořní škole v Benátkách. V roce 1848 vstoupil jako kadet k rakouskému námořnictvu a téhož roku doprovázel Alfonse Wissiaka na diplomatické cestě do Londýna. Během revolučních bojů v Itálii v roce 1849 se zúčastnil blokády Ancony a zároveň získal hodnost praporčíka. Poté vystřídal službu na různých lodích a v letech 1851–1852 byl přidělen k vojenské kanceláři námořního velitelství v Terstu. V roce 1853 byl povýšen na poručíka II. třídy a na lodi SMS Arethusa se plavil do Řecka. V roce 1855 byl již jako poručík I. třídy pobočníkem pevnostního velitelství v Pule a v letech 1856–1857 prvním důstojníkem na fregatě SMS Schwarzenberg.

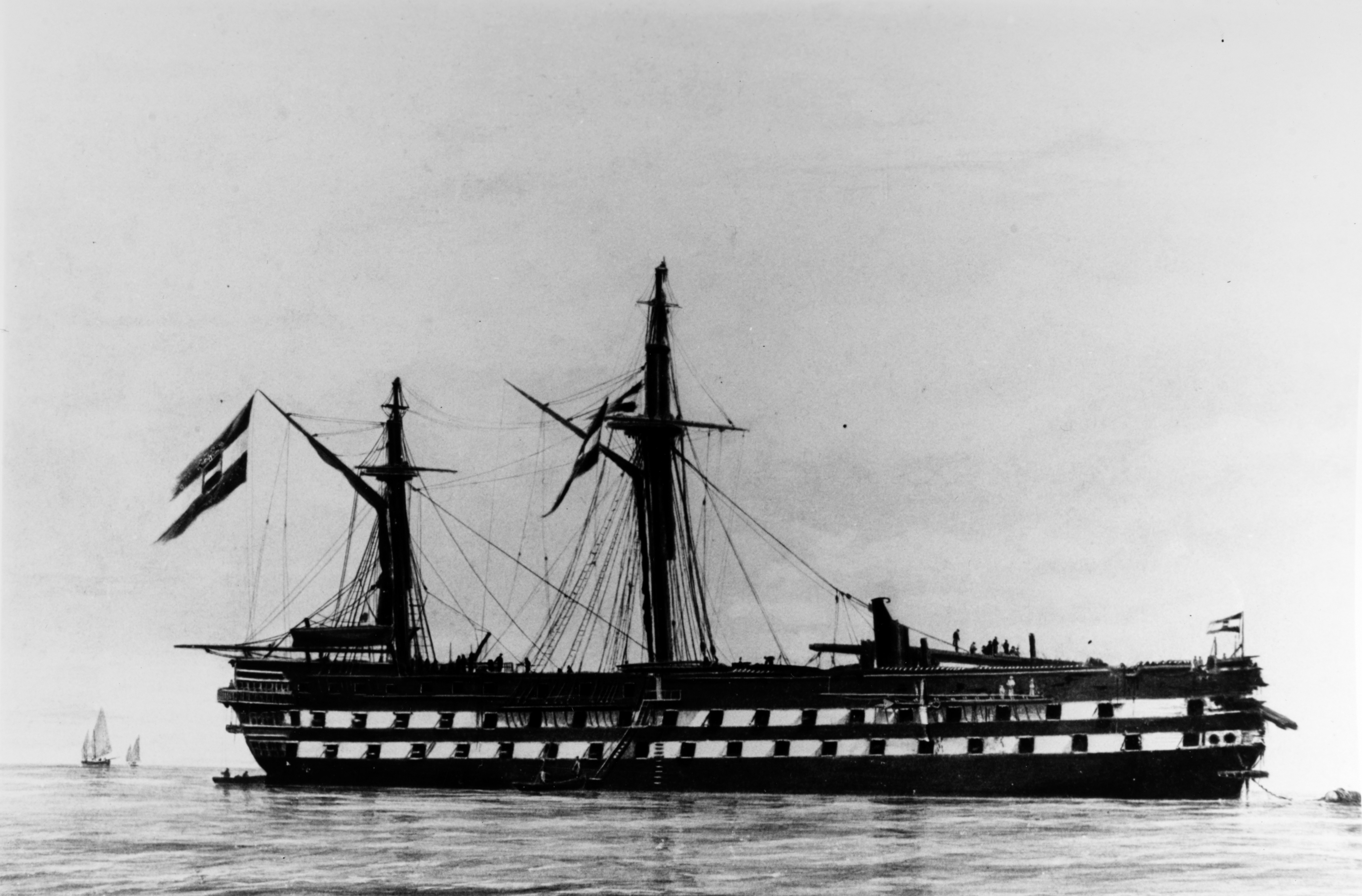
Obrněná loď SMS Kaiser, vlajková loď Karla von Kerna v letech 1874–1875

V letech 1860–1861 byl ředitelem zbrojního skladu u arzenálu v Pule a poté velel několika dělovým člunům. Mezitím byl v roce 1861 povýšen do hodnosti fregatního kapitána a následně přidělen k velení námořní základny v Benátkách (1862–1863). V letech 1863–1865 byl velitelem Dunajské říční plavby se sídlem v Budapešti, kde se také v roce 1864 oženil. V létě 1865 byl přeložen znovu do Terstu a na přelomu let 1865–1866 byl velitelem korvety SMS Minerva.
K datu 22. června 1866 byl povýšen do hodnosti kapitána řadové lodi a jako velitel pancéřové fregaty SMS Salamander se během války s Itálií vyznamenal v bitvě u Visu (1866). V následujících letech velel několika dalším lodím (SMS Bellona, SMS Dandolo, SMS Kaiser Max) a dvakrát byl také provizorním velitelem námořní základny v Terstu (1867, 1870). Jako velitel parníku SMS Kaiserin Elisabeth doprovázel v roce 1869 císaře Františka Josefa na Blízký východ při příležitosti slavnostního otevření Suezského průplavu. Nakonec byl v letech 1874–1875 velitelem obrněné lodi SMS Kaiser.
Kvůli závažnému onemocnění byl v lednu 1875 uvolněn z aktivní služby a bez bližšího zařazení přeložen ke sborovému námořnímu velitelství v Pule. K datu 17. dubna 1876 byl penzionován v hodnosti kontradmirála. Zemřel již o měsíc později ve věku 48 let v Budapešti, kde dožil v soukromí u rodiny své manželky. 
V roce 1864 se v Budapešti oženil s Theresou Küzdyovou (1847–1911). Z manželství se narodilo šest potomků, z nichž tři zemřeli v dětství. Nejstarší syn Rudolf (1865–1941) žil jako majitel statku v Uhrách, další synové Karl (1867–1941) a Albert (1871–1948) sloužili v c. k. armádě a za první světové války dosáhli hodnosti podplukovníka.

## Tituly a ocenění
Za zásluhy v bitvě u Visu byl v roce 1867 povýšen do šlechtického stavu s titulem rytíř (Ritter von Kern). Během služby u námořnictva se stal nositelem několika vyznamenání v Rakousku i v zahraničí. 

### Rakousko
- rytířský kříž Leopoldova řádu s válečnou dekorací (1866)
- Služební odznak pro důstojníky III. třídy (1870)
- Válečná medaile (1873)

### Zahraničí
- komandérský kříž Řádu Guadalupe (1867, Mexiko)
- Řád Medžidie III. třídy (1871, Osmanská říše)
- komandérský kříž Řádu Spasitele (Řecko)